# Bassirou Diomaye Faye
Bassirou Diomaye Faye (ur. 25 marca 1980 w Ndiaganiao) – senegalski polityk i prawnik, prezydent Senegalu od 2 kwietnia 2024 roku.

## Życiorys
Urodził się 25 marca 1980 roku w Ndiaganiao. Ukończył prawo na uniwersytecie w Dakarze. 
W 2014 roku wstąpił do założonego przez Ousmane Sonko ruchu Afrykańscy Patrioci Senegalu na rzecz Pracy, Etyki i Braterstwa (PASTEF). Po aresztowaniu Sonko w 2021 roku został sekretarzem swojej partii, sam został jednak uwięziony w kwietniu 2023 roku pod zarzutem zniesławiania sądu. Ponieważ Ousmane Sonko w wyniku wyroku sądu nie mógł kandydować na urząd prezydenta Senegalu, kandydatem PASTEF-u został Faye. W wyborach zorganizowanych 24 marca 2024 zdobył 54,28% głosów, co pozwoliło mu na objęcie 2 kwietnia stanowiska prezydenta Senegalu. Z uwagi na fakt, że Faye jest mężem dwóch kobiet oraz legalność poligamii w Senegalu po raz pierwszy w historii tego kraju dwie kobiety jednocześnie zostały pierwszymi damami.
Po objęciu urzędu mianował Ousmane Sonko na stanowisko premiera Senegalu.
Podjęta przez prezydenta Faye polityka zagraniczna wskazuje na odejście od zacieśniania relacji z globalnymi potęgami na rzecz wzmacniania relacji w regionie. W kwietniu 2024 pierwszą wizytę zagraniczną Faye złożył w sąsiedniej Mauretanii. Kolejne wizyty zagraniczne miały miejsce w Gambii, Gwinei Bissau, Gwinei, Republice Zielonego Przylądka i Mali.